# مولیبدن هگزافلوئورید
مولیبدن هگزافلوئورید (به انگلیسی: Molybdenum hexafluoride) با فرمول شیمیایی MoF۶ یک ترکیب شیمیایی است. که جرم مولی آن ۲۰۹٫۹۳ g/mol می‌باشد. شکل ظاهری این ترکیب، بلورهای سفید یا مایع بی‌رنگ است.